# 曾成偉
曾成偉（1958年4月18日—），四川成都人，中國古琴演奏家、斲琴師。現任錦江琴社社長、中國琴會常務理事、四川音樂學院民樂系副教授。

## 生平
曾成偉於1958年4月18日出生於四川成都。文化大革命開始後留在成都，因賦閒無事，而在1972年被母親鼓動師從外祖父、川派古琴演奏家喻紹澤學習古琴。
文革結束後，雖然琴家們再度活躍起來，喻紹澤成立錦江琴社，其家中也常常舉行集會。但是因為曾成偉的父親堅持他應該學當技工，而在1978年被送到技工學校學習，後來被分配到造紙廠。但曾成偉仍然堅持練琴，在工作上，也逐漸成為骨幹。1982年進入四川音樂學院民族音樂研究室，仍舊研究古琴。1995年調入民樂系後開始正式教授古琴。後來受邀到香港、北京等地演出。